# UNIVERS
UNIVERS war eine literarische Zeitschrift, die in den Jahren 1974 bis 1981 in Konstanz erschien. 

## Herausgeber und Tätigkeit
Zum Team der Herausgeber gehörten David Henry Wilson, Hans Georg Bulla, Peter Salomon, Jochen Kelter, Hermann Kinder und Imre Török. 
In den zumeist themenorientierten, illustrierten Ausgaben wurden Gedichte, Essays, Interviews, Prosa und Rezensionen von Autoren des deutschen Sprachraums unter besonderer Berücksichtigung der Grenzregion von Deutschland, Österreich und der Schweiz veröffentlicht, darunter Herbert Achternbusch, Werner Bucher, Walter Helmut Fritz, Kurt Marti, Franz Josef Degenhardt, Jürgen Völkert-Marten, Martin Walser, Dieter Wellershoff und viele andere. 
Neben der Herausgabe der Literaturzeitschrift wurden Lesungen, Podiumsdiskussionen und literarische Symposien veranstaltet. 
Vom 15. Mai bis 8. Juli 2007 fand im Hermann-Hesse-Höri-Museum in Gaienhofen/Bodensee die Ausstellung „UNIVERS. Zur Geschichte einer Konstanzer Literaturzeitschrift (1974–1981)“ statt.
Das UNIVERS-Archiv und die UNIVERS-Sammlung von Peter Salomon werden seit 2008 im  Deutschen Literaturarchiv Marbach verwahrt und stehen dort zu Forschungszwecken zur Verfügung.